# Hasan Rouhani

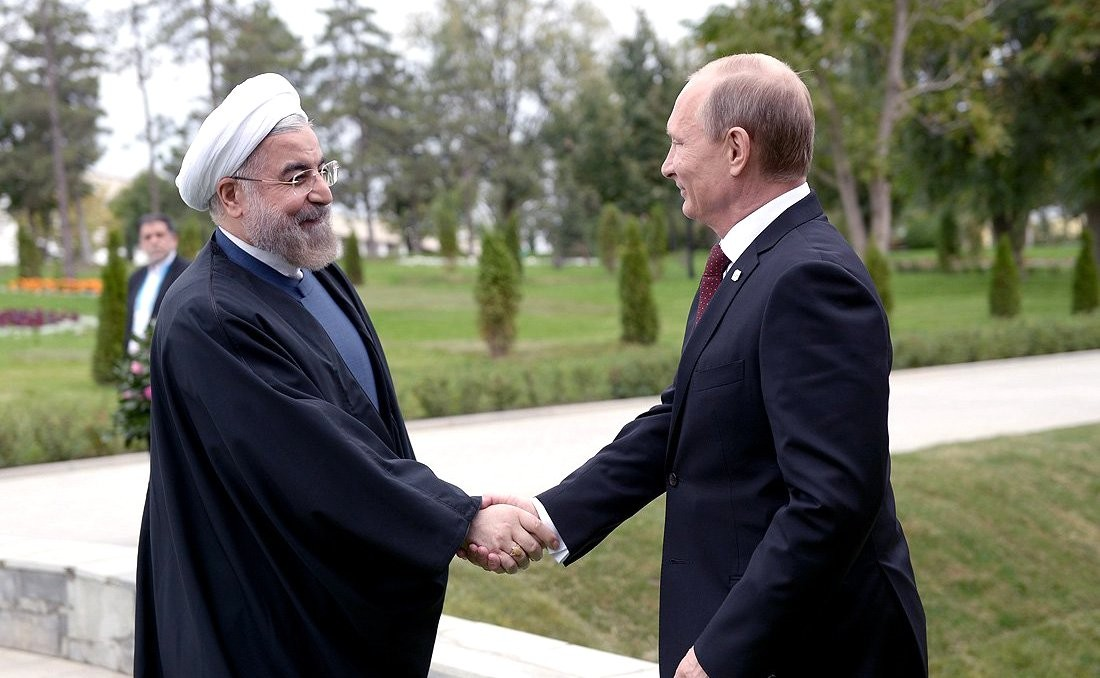
Hasan Rouhani i Władimir Putin. (2014)

Hasan Rouhani (pers. ‏حسن روحانی‎, trl. Ḩasan Rowḩāni; ur. 12 listopada 1948 w Sorche w ostanie Semnan) – irański polityk, deputowany do Islamskiego Zgromadzenia Konsultatywnego w latach 1980–2000 i jego wiceprzewodniczący w latach 1992–2000. Członek Najwyższej Rady Bezpieczeństwa Narodowego oraz Zgromadzenia Ekspertów, doradca dwóch prezydentów Iranu. Zwyciężył w wyborach prezydenckich w 2013 roku. Prezydent Iranu od 3 sierpnia 2013 do 3 sierpnia 2021.

## Życiorys
Działał w religijnej opozycji przeciwko rządom szacha Mohammada Rezy Pahlawiego. Uzyskał zarówno wykształcenie świeckie, jak i religijne – kształcił się w szyickim seminarium duchownym (hauzie) w Komie, a ponadto ukończył studia licencjackie w zakresie prawa na Uniwersytecie w Teheranie. Następnie studiował prawo na Glasgow Caledonian University w Wielkiej Brytanii (studia magisterskie); Iran opuścił w 1978 razem z Ruhollahem Chomejnim w związku ze swoim zaangażowaniem politycznym. Następnie doktoryzował się z zakresu prawa konstytucyjnego na tej samej uczelni. Został wykładowcą na Uniwersytecie w Teheranie, a także autorem około stu książek i publikacji naukowych oraz redaktorem w kilku czasopismach naukowych, m.in. w czasopiśmie Rahbord (Strategia) oraz w kwartalnikach Foreign Relations i Iranian Review of Foreign Affairs.
W końcowym okresie wojny iracko-irańskiej był zastępcą dowódcy irańskich sił zbrojnych, które to stanowisko sprawował Ali Akbar Haszemi Rafsandżani, jego polityczny mentor i patron.
W latach 1980–2000 sprawował mandat deputowanego do Islamskiego Zgromadzenia Konsultatywnego (Madżles). Sprawował go łącznie przez pięć kadencji parlamentarnych. W parlamencie drugiej i trzeciej kadencji pełnił funkcję przewodniczącego Komisji Obrony, a w latach 1992–2000 funkcję wiceprzewodniczącego Madżlesu oraz przewodniczącego Komisji Spraw Zagranicznych (czwarta i piąta kadencja).
W latach 1989–2005 zajmował stanowisko sekretarza w Najwyższej Radzie Bezpieczeństwa Narodowego. Dodatkowo w 1989 r. został w niej przedstawicielem Najwyższego Przywódcy. W latach 1989–1997 oraz 2000–2005 pełnił funkcję doradcy ds. bezpieczeństwa narodowego prezydenta Iranu. W 2000 r. wszedł w skład Zgromadzenia Ekspertów. W 1992 r. został przewodniczącym Centrum Studiów Strategicznych. W latach 2003–2005 był przewodniczącym zespołu irańskich negocjatorów w rozmowach dotyczących irańskiego programu nuklearnego. Odszedł ze stanowiska wskutek konfliktu z prezydentem Mahmudem Ahmadineżadem.
W czasie protestów w Iranie po wyborach prezydenckich w 2009 r. skrytykował władze za odmawianie społeczeństwu prawa do pokojowych demonstracji. W kolejnych wyborach prezydenckich 14 czerwca 2013 był jednym z sześciu kandydatów na tenże urząd. W czasie kampanii wyborczej przedstawiał się jako polityk o umiarkowanych poglądach i zwolennik reform. Zobowiązywał się do uwolnienia więźniów politycznych i poszanowania swobód obywatelskich, rozszerzenia zakresu praw kobiet i wolności słowa. Uzyskał poparcie od dwóch byłych prezydentów, Alego Akbara Haszemiego Rafsandżaniego, który przez wiele lat patronował jego karierze politycznej, oraz Mohammada Chatamiego.
Wybory prezydenckie wygrał w pierwszej turze, uzyskując 50,7% głosów. 3 sierpnia 2013 został zaprzysiężony na urząd. W okresie sprawowania przez niego urzędu, w lipcu 2015, zostało zawarte porozumienie atomowe pomiędzy Iranem z sześcioma mocarstwami.
W 2017 r. wygrał w pierwszej turze kolejne wybory prezydenckie, uzyskując reelekcję. Zdobył 57,5% głosów i pokonał głównego kontrkandydata konserwatywnego Ebrahima Ra'isiego. Urząd prezydenta zakończył 3 sierpnia 2021.
Jest muzułmańskim szyickim duchownym, żonaty, ma czworo dzieci.